# På tro og love
På tro og love er en dansk komediefilm fra 1955, instrueret af Torben Anton Svendsen efter manuskript af Knud Poulsen og Erik Balling. Et tilsyneladende lykkeligt ægtepar lader sig skille på grund af skatten.

## Medvirkende
- Poul Reichhardt
- Astrid Villaume
- Helge Kjærulff-Schmidt
- Gunnar Lauring
- Helle Virkner
- Sigrid Horne-Rasmussen
- Lis Løwert
- Ove Sprogøe
- Louis Miehe-Renard
- Einar Juhl
- Carl Johan Hviid